# Afrida exegens
Afrida exegens is een nachtvlinder van de familie visstaartjes (Nolidae). De soort komt voor in Noord-Amerika.
Het MONA- of Hodges-nummer van Afrida exegens is 8103.1.

## Verder lezen
(en) Lafontaine, J. Donald, Schmidt, B. Christian  (2010). Annotated check list of the Noctuoidea (Insecta, Lepidoptera) of North America north of Mexico. ZooKeys  40: 127–147. DOI:10.3897/zookeys.40.414.
(en) Lafontaine, J. Donald, Schmidt, B. Christian  (2015). Additions and corrections to the checklist of the Noctuoidea (Insecta, Lepidoptera) of North America north of Mexico, III. Gearchiveerd op 4 juni 2020. ZooKeys  527: 227–236. PMID: 26692790. PMC: 4668890. DOI:10.3897/zookeys.527.6151.
(en) Pohl, Greg, Bob Patterson, Jonathan Pelham  (mei 1916). Annotated taxonomic checklist of the Lepidoptera of North America, North of Mexico. ResearchGate.net  . DOI:10.13140/RG.2.1.2186.3287.